# یواس‌اس مالینیکس (دی‌دی-۹۴۴)
یواس‌اس مالینیکس (دی‌دی-۹۴۴) (به انگلیسی: USS Mullinnix (DD-944)) یک کشتی بود که طول آن ۴۰۷ فوت (۱۲۴ متر) بود. این کشتی در سال ۱۹۵۷ ساخته شد.